# ニック・シェイラ
ニック・シェイラ（Nick Scheele、1944年1月3日 - 2014年7月18日）はアメリカ合衆国の実業家、元ジャガー会長・CEO、元フォード・モーター社長・COO。